# Кръстьо Узунов
Кръстьо Адонов Узунов е български революционер, деец на Вътрешната македоно-одринска революционна организация.

## Биография
Кръстьо Узунов е роден през 1875 година в ениджевардарското село Гюпчево, днес в Гърция. Учи в местното гръцко училище и показва добър успех, след което учи в класното училище в Енидже Вардар и в училище за свещеници в казалийския център. Завръща се в родното си село и се жени. Присъединява се към местния революционен комитет на ВМОРО, арестуван при една афера и освободен по липса на доказателства, след което минава в нелегалност и влиза в районната чета. Участва в Илинденското въстание и срещу настъпващата гръцка пропаганда в Македония. Легализира се след Младотурската революция, но при обезоръжителната акция е задържан в Ениджевардарския затвор. В навечерието на Балканската война е повторно задържан и е затворен в Еди куле и още веднъж през 1918 година от новите гръцки власти. Прехвърля се в България през 1925 година и се установява в Несебър. През 1930 година е член на комисията за уреждане имотите на бежанците, съгласно спогодбата „Моллов-Кафандарис“. Член е на Илинденската организация.
На 18 март 1943 година, като жител на Свети Влас, подава молба за българска народна пенсия, която е одобрена и пенсията е отпусната от Министерския съвет на Царство България. Умира в Несебър през 1946 година.